# Chó săn Phần Lan
Chó săn Phần Lan (tiếng Phần Lan: Suomenpystykorva/tiếng Anh: Finnish Spitz) là một giống chó săn có nguồn gốc từ Phần Lan. Nó được coi là quốc khuyển của Phần Lan. Loài chó này được gọi là Chó sủa chim của Phần Lan.

## Tổng quan
Finnish Spitz được mang đến từ Khu vực sông Volga của Trung Nga đối với khu vực mà bây giờ là Phần Lan bởi các bộ lạc săn bắn khoảng 2000 năm trước. Giống chó quốc gia của Phần Lan, Finnish Spitz được đề cập cả trong nhiều bài hát dân ca của Phần Lan. Loài chó này giờ được phổ biến rộng rãi trong các nước Scandinavian. Nó lần đầu tiên được công nhận bởi AKC năm 1987. Finnish Spitz giỏi săn những con chim. Nó cũng là một con chó canh gác tốt và là vật cưng trong gia đình.

## Đặc điểm
Đây là giống chó tầm vừa và nhỏ, chúng cao từ 38 đến 51 cm, nặng tầm 14 đến 16 kg. Thân thể con vật vuông vắn, với dáng đi tự tin. Với ngoại hình là có mõm nhọn, tai dựng và bộ lông kép có màu vàng đỏ sáng cho tới màu mật ong. Finnish Spitz trông có phần khá giống một con cáo. Mũi và cặp môi đen và đôi mắt hình quả hạnh và tối màu. Tai dựng đứng, nhọn mở hướng về phía trước. Hai hàm răng nên khít nhau như kéo cắt. Ngực sâu tiến sát tới khủyu chân. Bàn chân tròn như chân mèo. Đuôi cuộn lên qua lưng và ngoặt sang phía hông.
Bộ lông bên ngoài dày, dựng đứng, dài vừa phải với lớp lông tơ dày, mịn. Màu lông có thể nâu đỏ, hoặc vàng đỏ. Những mảng trắng nhỏ được chấp nhận. Cún khi sinh ra có màu tối hơn nhiều và sau đó cần phải có bộ lông. Finnish Spitz có bộ lông sạch sẽ - như hầu hết những con chó vùng Cực khác. Chăm sóc thường xuyên bằng cách chải lông vẫn là cần thiết để lấy đi những sợi lông chết. Bộ lông không có mùi hôi. Loài chó này rụng lông nhiều theo mùa. Tuổi thọ chúng khoảng 12 – 15 năm, Chúng trưởng thành chậm, chỉ trưởng thành hoàn toàn khi đạt 3,5 - 4 năm tuổi. Chúng là một trong những giống ít bị loạn sản xương hông và teo võng mạc mắt (PRA).

## Tập tính
Finnish Spitz dũng cảm, thân thiện, sống động và tập trung. Một kẻ ranh mãnh ham chơi đùa. Việc huấn luyện tính kiên nhẫn được yêu cầu khi huấn luyện tuân thủ mệnh lệnh. Finnish Spitz nổi tiếng như một giống chó săn, và cũng là một người bạn trong gia đình, đặc biệt là với trẻ nhỏ và người lớn tuổi. Nó là một giống chó mà nhận thức về thứ bậc thống trị, và chủ nhân cần phải tiếp xúc với con vật để nó nhận thức vị trí của nó thấp hơn vị trí của các thành viên trong gia đình. Finnish Spitz tin rằng nếu chúng có thứ bậc cao hơn một kẻ nào đó có thể có xu hướng bảo vệ, có thể trở nên ngỗ ngược và có thể là con chó khá hung dữ. Cho chúng hòa nhập xã hội tốt nếu không có thể làm cho chúng dè chừng thậm chí có phần nghi ngờ người lạ.
Chúng thường tốt với những vật nuôi khác. Loài này sống động và tò mò, không để cho chúng lấn lướt. Chúng trung thành với gia đình chủ nhân nhưng theo những mệnh lệnh của người dẫn dắt một cách phục tùng. Finnish Spitz là một con chó mà yêu cầu cần phải kiên nhẫn và hiểu nó, cùng với sự đối xử kiên định. Nếu những nhân tố này được dùng khi huấn luyện điều này có thể rất thỏa mãn con vật. Những vị khách sẽ được đánh động, nhưng chỉ có vậy, đó không phải là sự phòng ngừa.
Finnish Spitz được nhân giống qua nhiều thế kỷ để nhấn mạnh về hành vi sủa. Nó cũng tạo nên nhiều âm thanh khác nữa. Tiếng sủa có thể đặc biệt là vấn đề nếu con chó phải ở ngoài trong một thời gian dài mà không có chủ nhân, vì chúng sẽ sủa với mỗi hoặc tất cả những sự kiện mới. Ra lệnh cho con chó ngừng sủa và giới hạn của việc sủa. Không cho phép nó sủa chủ, bởi vì con chó sủa chủ nhân là thể hiện hành vi lấn át của nó.
Finnish Spitz sẽ thoải mái với cuộc sống căn hộ mà không cần sân nếu nó được vận động đầy đủ. Nó tương đối thụ động trong nhà và ưa thích khí hậu lạnh. Finnish Spitz cần lượng vận động nhiều. Bao gồm những chuyến đi dạo dài hàng ngày hoặc chạy rong, nơi con chó được chạy bên cạnh hoặc đằng sau chủ nhân, không bao giờ được chạy trước, như bản năng mách bảo con vật rằng chủ nhân luôn dẫn đường, và chủ nhân là tối cao. Một cách đơn giản, việc chạy chơi quanh sân rộng sẽ không thỏa mãn bản năng con chó đối với việc vận động. Với những vận động đầy đủ, nó sẽ hài lòng nằm dưới chân vào buổi tối. Chúng sẽ là một người bạn đồng hành